# Середня Колонія
Середня Колонія (рос. Средняя Колония) — присілок у Ломоносовському районі Ленінградської області Російської Федерації.
Населення становить 76 осіб. Належить до муніципального утворення Горбунковське сільське поселення.

## Географія
Населений пункт розташований на західній околиці міста Санкт-Петербурга.

## Історія
Населений пункт розташований на історичній землі Іжорія.
Згідно із законом від 24 грудня 2004 року № 117-оз належить до муніципального утворення Горбунковське сільське поселення.

## Населення
| 1838 | 1862 | 1997 | 2007 | 2010 | 2012 | 2015 |
| ---- | ---- | ---- | ---- | ---- | ---- | ---- |
| 263  | ↗438 | ↘50  | ↗57  | ↗94  | ↘65  | ↗76  |